# Kærlighed for voksne
Kærlighed for voksne er en dansk thrillerfilm fra 2022 instrueret af Barbara Topsøe-Rothenborg og med Dar Salim og Sonja Richter i hovedrollerne. Den er baseret på romanen af samme navn af Anna Ekberg.

## Handling
En politimester fortæller sin datter historien om ægteparret Christian og Leonora. Christian driver et byggefirma med sin ven Peter, og Leonora har indstillet sin karriere som violinist for mange år siden for at passe parrets søn Johan, som langt om længe er i bedring og snart bliver student.
En nat modtager Christian en sms klokken fire om morgenen, som han påstår er fra Peter. Da Leonora forlanger at se sms'en, kaster Christian sin telefon mod væggen og ødelægger den. Leonora mistænker, at Christian har en affære med Xenia, en ung arkitekt, som han arbejder på et byggeprojekt med. Til en firmafest opdager Leonora Christian have sex med Xenia på sit kontor, mens Xenia kigger Leonora direkte i øjnene imens.
Da Christian forsøger at slå op med Leonora, konfronterer hun ham med affæren. Leonora forlanger, at Christian slår op med Xenia. Hvis ikke vil hun melde ham til politiet for at have begået underslæb for at kunne betale Johans behandlinger. For at finde snavs på Leonora får Christian at vide af en af hendes gamle skolekammerater, at Leonora engang havde en kæreste ved navn Mike, der faldt i døden fra en skrænt på mystisk vis til en fest.
Derhjemme konfronterer Christian Leonora med Mike og beskylder hende for at have skubbet ham ud fra skrænten. En rasende Leonora forlanger, at Christian med det samme ringer til Xenia og slår op. Da han nægter at gøre dette, bliver Christian smidt ud af huset. Om aftenen venter Christian ved Leonoras sædvanlige løberute og kører hende over med én af sit firmas varevogne. Da han kommer hjem, kommer Leonora hjem fra at løbe kort efter, da hun havde løbet en anden rute den nat. Da det går op for ham, at han må have kørt en anden kvinde over, lader Christian i chok som om, at han har slået op med Xenia og har besluttet sig for at blive sammen med Leonora.
Under Johans studentertid ignorerer Christian Xenias sms'er og overvejer kort at melde sig selv til politiet. Leonora finder ud af, at Christian brugte hendes vaskekort til at vaske varevognen den nat, han kørte kvinden over. Da Leonora regner ud, at det var Christians hensigt at myrde hende, forsøger hun at melde Christian, men det lykkes ham at overbevise politimesteren midlertidigt om sin uskyld. Leonora stikker af og beder Christian om at møde hende på en restaurant, hvor hun fortæller, at hun faktisk slog Mike ihjel dengang. Leonora presser Christian til at hjælpe hende med at slå Xenia ihjel, da hun tror, at Christian ikke vil forsøge at myrde hende igen, hvis han ikke kan forlade hende for at være sammen med Xenia.
Christian og Leonora tjekker ind på et spahotel. Mens Christian sniger sig af sted fra hotelværelseet til Xenias kolonihavehus, giver Leonora ham et alibi ved at afspille en optagelse fra badeværelset af hans stemme og sende en sms fra hans til telefon til Xenia, hvor der står, at han ønsker at slå op med hende. I kolonihavehuset forsones Christian med Xenia, og de to har sex. Bagefter går Xenia ud på badeværelset, hvor hun bliver dolket til døde af Leonora, der korrekt forudså, at Christian ikke ville være i stand til at så Xenia ihjel.
Politimesteren og hans partner finder kolonihavehuset fuldstændigt rengjort og med Xenia sporløst forsvundet. De afhører Christian og Leonora på sankthansaften, og Christian tilstår at have haft en affære med Xenia og påstår at have slået op med hende over sms på hotellet. Da politimesteren mistænker parret, beordrer han, at området eftersøges af sporhunde. Senere på aftenen beder Christian ivrigt sin ven Kim om hjælp til at tænde bålet tidligt. Da sporhundene ankommer og begynder at gø, går det op for politimesteren, at Christian og Leonora må have gemt Xenias krop i sankthansbålet, men Christian når at sætte ild til det, før politimesteren kan gribe ind. Mens politimesteren går, ser Christian og Leonora Xenias krop brænde op i bålet fra afstand.
Der afsløres, at politimesteren har fortalt sin datter historien på hendes bryllupsdag som en advarsel om livet i ægteskab. Et sted i et fremmed land skiller en sørgende Christian sig af med resterne af Xenia i en sø.

## Medvirkende
- Dar Salim: Kristen
- Sonja Richter: Leonora
- Sus Wilkins: Xenia
- Mikael Birkkjær: Politimester
- Lars Ranthe: Kim
- Katinka Lærke Petersen: Josefine
- Natali Vallespir Sand: Sonja
- Milo Campanale: Johan
- Mads Kruse: Carl
- Karoline Hamm: Ung Leonora